# Світличний Іван Михайлович
Іва́н Михайлович Світли́чний (нар. 7 серпня 1924; с. Нещеретове, Білокуракинський район, Луганська область — 1 січня 2014) — український поет.

## Життєпис
Іван Світличний народився 7 серпня 1924 року в селі Нещеретове Білокуракинського району Луганської області, в селянській родині. Батько — Михайло Костянтинович Світличний. Його прадід Давид Сазонович Світличний обирався громадою сільським писарем.
Дід за материною лінією — Луганський Трохим Михайлович, був комерсантом. З 5-6 років він брав з собою онука, коли їздив по селах і встановлював там каруселі.
Потім родина переїхала до Старобільська, з яким нерозривно було пов'язане життя поета.
Коли Іванові минуло 16 років, він захворів: запалення стегнової кістки та важка хвороба серця. Через це, він уникнув мобілізації до лав Червоної Армії після початку радянсько-німецької війни. Іван Світличний згадував: «в 1942 році тяжка евакуація, доїхали майже до Дону, та нас, евакуйованих, німці повернули назад, а згодом страшна окупація з голодом, холодом і страхом».
В січні 1943, після звільнення Старобільська, він пішов до 10 класу середньої школи № 2. В тому ж сорок третьому стає студентом Старобільського учительського інституту. Як всім студентам того часу, йому доводилося працювати на відродженні пошкоджених споруд, а восени та навесні тижнями допомагати колгоспам.
1945 року він скінчив фізико-математичний факультет та почав вчителювати по селах Старобільщини, а в 1949 — 24-річним стає директором Лозовівської семирічної школи.
Більшу частину свого життя Іван Світличний учителював. Обіймав посаду відповідального секретаря райгазети, а потім знову працював у школі.
Помер і січня 2014 року, поховано в м. Старобільськ.
У 1995 році йому присвоєно звання почесного громадянина міста Старобільська, якому він присвятив чимало поетичних рядків.

## Творчість
Ще у школі він захопився поезією.
Вперше свої вірші надрукував 1955 року в районній газеті Старобільська. Потім були публікації в обласній пресі, журналах «Дніпро», «Вітчизна», «Донбас». В 1961 році в Луганську вийшла друком перша
поетична збірка «Пісні над Айдаром». Тоді з молодим поетом працювали Іван Савич, Тарас Рибас. Відтоді вийшло 12 поетичних збірок.
Разом з композитором Іваном Кобилкіним створив понад 60 пісень, темою яких часто є природа Старобільщини

### Збірки
«Пісні над Айдаром» (1961), «Полум’яність», «На зустріч сонцю», «Відвертість», «Мелодії i праці», «Джерела», «Місячна борозна», «Пізні квіти», «На 6ерезі вічності», «На хвилях часу».
Пізні: 
«На хвилях часу», «Я не можу тебе не любити», «Сповідь», «Вітер пробудження», «Краплі осінньої роси», «Вважаю, відбулося життя».